# Пуйо войвода
Пуйо (Пуйко) Влъчков Чанин (? – 1849) е български войвода, поборник срещу османската власт. Съорганизатор на Нишкото въстание, два пъти екстрадиран от Княжество Сърбия, подбудител на т.нар. „Пуйкова размирица“ от 1849, при която въстават девет големи села във Видинския санджак. Източници за неговата дейност са сръбски и османски документи, както и местните устни традиции.

## Биография
Пуйо Вълчаков е роден в Бойница, Видински санджак в семейството на Вълчко Чанин, заможен селянин. Внук е на Арсо, преселник от Македония.
Местните власти се разпореждат да се арестуват инициаторите, но войводата Пуйко, синът му Вълчо, свещеникът поп Владислав и останалите бягат в Княжество Сърбия. Скоро се връщат и заедно с други селяни нападат и запалват през нощта полицейския участък в Големаново. Властите във Видин изпращат „достопочтени турци и някои чорбаджии“, а „митрополит Венедик – двама свещеници“, за да уговорят селяните да мируват. Куриерът на сръбския директор на Външните работи Аврам Петруниевич донася писмо до видинския Семи паша, в което се съобщава, че автор на Големановския бунт е Пуйко войвода. Пашата веднага иска от Зайчарския началник екстрадиция на Пуйо Вълчаков, но безрезултатно. Избухват въстания в селата Халово и Черномашница, а в Бракевци селяните нападат с пушки полицейския участък, раняват двама сеймени и подпалват участъка.

Властите във Видин предполагат, че въстанието е подпомагано от Сърбия и искат военна помощ от нишкия валия. Призовават и Аврам Петруниевич чрез началника на турския гарнизон в Белград Хюсеин паша да предаде бунтовниците. Пред заплахата от военен конфликт Петруниевич, заповядва залавянето на Пуйко войвода и съратниците му и ги предава на османците на Връшка чука, които ги хвърлят в затвор във Видин. За това съобщава видинският дефтердар Намик Ибрахим в рапорт до Високата Порта от май 1849 г., според който:
| „ | ...селяните след това се предали на мирна работа и отправяли топли молитви към Всевишния за дълголетието на Н.В.Султана. | “ |

В затвора Пуйко войвода е обесен и е погребан във видинските Ружени гробища. Вълчо е освободен през 1850 г. след застъпничество на княз Стефан Богориди.

## Памет
В родното село на Пуйо войвода на 25 октомври 2009 е издигнат негов паметник, а местното училище се счита за наследник на килийното училище, в което учи и преподава даскал Вълчо Пуев Вълчев.

## Допълнително четиво
- Димитър Цухлев, „История на Видин и неговата област“, vidin-online.com Архив на оригинала от 2018-04-02 в Wayback Machine.
- Жером-Адолф Бланки, „Пътуване из България през 1841 година“